# Rheum kialense
Rheum kialense là một loài thực vật có hoa trong họ Rau răm. Loài này được Franch. miêu tả khoa học đầu tiên năm 1895.